# Première Nation Sunchild
La Première Nation Sunchild est une Première Nation (au sens de « bande indienne ») crie de l'Alberta au Canada, qui fait partie du Traité no 6, signé le 25 mai 1944, sous la direction du chef Louis Sunchild. La Première Nation possède une seule réserve, Sunchild 202. La réserve d'une superficie de 52,18 kilomètres carrés est située à environ 60 kilomètres au nord-ouest de Rocky Mountain House. Elle partage la frontière ouest de la Première Nation O'Chiese.
Sur la réserve, il s'y trouve le bureau administratif de la Première Nation, une école, un centre de santé, un dépanneur, un lieu communautaire d'aide préscolaire, un service d'incendie volontaire, des services correctionnels communautaires et un bureau satellite de la GRC.
En novembre 2023, la population de la Première Nation est de 1 526 personnes, dont 539 vivent hors réserve, soit environ 35 %. 
La Première Nation Sunchild abrite l'équipe de cheerleading Sunchild Bison, le premier et le seul programme canadien de cheerleading destiné aux Premières Nations situé dans une réserve.

## Gouvernance
Le tableau suivant présente partiellement la composition du conseil de bande de la Première Nation, celui-ci étant élu sous les modalités prévues à la Loi sur les Indiens. Le quorum du conseil est de quatre membres. 
|            | 2013-2015            | 2017-2019            | 2023-2025            |
| ---------- | -------------------- | -------------------- | -------------------- |
| Chef       | Jonathan Frencheater | Jonathan Frencheater | Jonathan Frencheater |
| Conseiller | Paul Bigchild        | Norman Lagrelle      | Adriel Bigchild      |
| Conseiller | Edgar Bigchild       | Audrey Crooked Legs  | Audrey Crooked Legs  |
| Conseiller | Clint McHugh         | Clint McHugh         | James Frencheater    |
| Conseiller | Lisa Daychief        | Joey Pete            | Clint McHugh         |
| Conseiller | Edwin Frencheater    | Edwin Frencheater    | Joey Pete            |